# Казарма 884 км
Казарма 884 км — населенный пункт в Устьянском районе Архангельской области.

## География
Находится в южной части Архангельской области на расстоянии приблизительно 1 км на юг от административного центра района поселка Октябрьский у железнодорожной линии Коноша-Котлас (остановочный пункт 884 км).

## История
Населенный пункт появился у разъезда (ныне остановочный пункт), открытого в 1942 году. До 2022 года входил в Октябрьское городское поселение до его упразднения.

## Население
Численность населения: 3 человека (русские 100 %) в 2002 году, 0 в 2010.